# Meisterhäuser (Krupp)

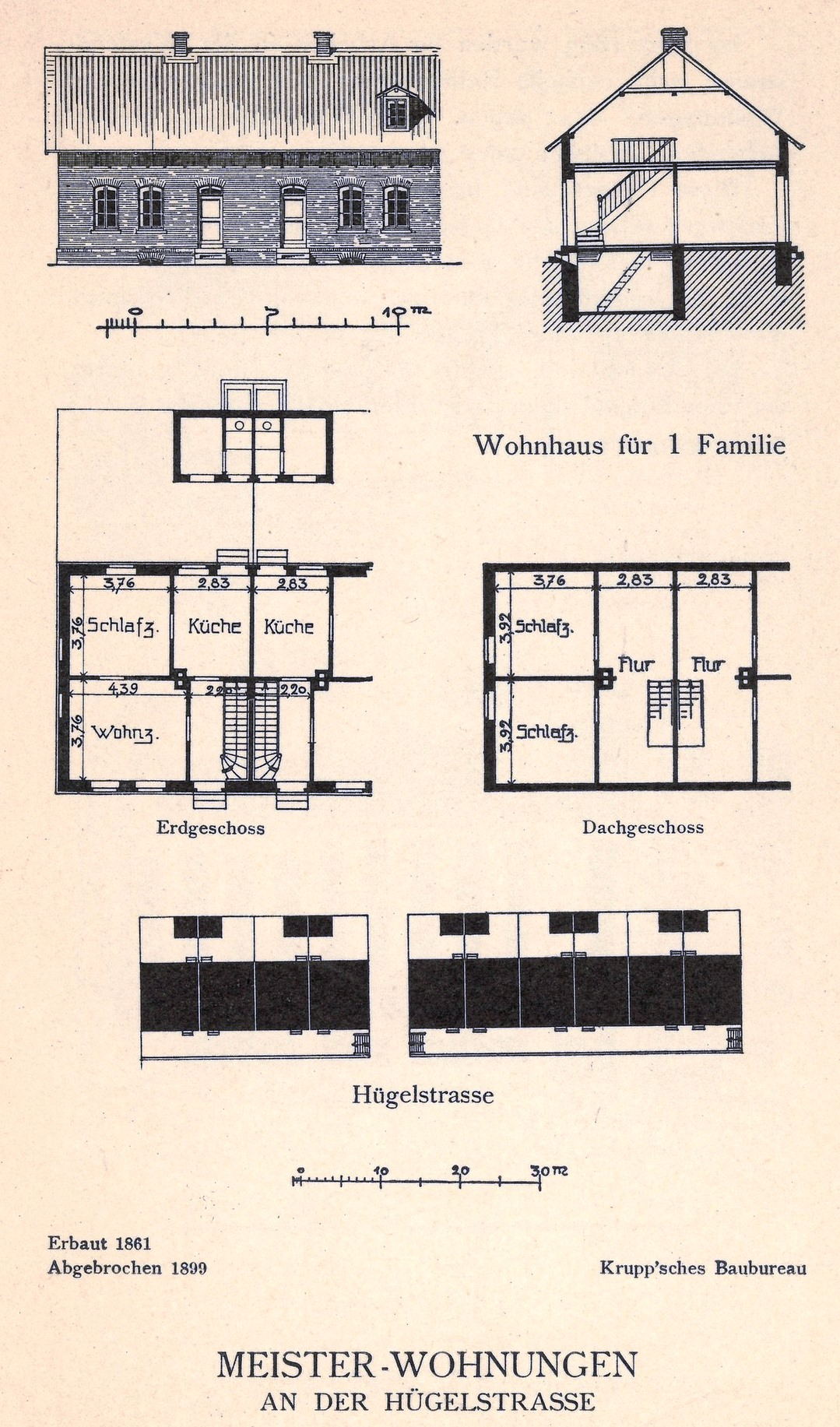
Krupp-Meisterhäuser

Die Meisterhäuser in Essen waren die ersten Wohnungsbauten der Firma Krupp für ihre Mitarbeiter. Erbaut in den Jahren 1861 und 1862 stehen sie für den Beginn des Kruppschen Wohnungsbaus.

## Der Beginn des kruppschen Wohnungsbaus
Anfang der sechziger Jahre des 19. Jahrhunderts sah sich der Industrielle Alfred Krupp genötigt, angemessenen Wohnraum für seine Mitarbeiter zu schaffen, denn in Essen bahnte sich eine Wohnungsnot an, entstanden durch Einwanderung von Arbeitskräften für den sich rasch ausweitenden Bergbau und die stark expandierende Stahlindustrie der Firma Krupp, die sich auf dem Gelände des Krupp-Gürtels ausweitete. Diese Krupp-Gussstahlfabrik übertraf in dieser Zeit die Größe der eigentlichen Stadt Essen deutlich. Hatte Krupp bis dahin noch Wohnungen in der Stadt Essen angemietet, so richtete er 1861 ein firmeninternes Baubüro unter der Leitung von Ferdinand Barchewitz ein, die am 15. Februar 1863 der Regierungsbaumeister Gustav Kraemer übernahm.
Die ersten Bauten waren die sogenannten Meisterhäuser aus den Jahren 1861/1862, die für leitende Angestellte errichtet wurden. An einfache Arbeiter war zu dieser Zeit noch nicht gedacht worden. Die großzügige Anordnung der Meisterhäuser, mit zum Haus gehörigen Garten und abgeschlossener Wohneinheit pro Einzelhaus, konnte später nicht mehr gehalten werden, so dass bereits ein Jahr später die wesentlich einfachere und kompaktere Arbeiterkolonie Westend rund 300 Meter westlich entstand. Grund war die steigende Wohnungsnot und der Mangel an fabriknaher Fläche, denn die Arbeiter sollten auf kurzem Wege ihren Arbeitsplatz erreichen können. Wäre man dennoch auf entfernter gelegene große Flächen ausgewichen, hätte auch der durch den Bergbau stark gesunkene Grundwasserspiegel Probleme bereitet. Die nahen Arbeiterkolonien waren hingegen an eine werkseigene Trinkwasserleitung angeschlossen, und ebenso an eine werkseigene Gasleitung, die auch eine Außenbeleuchtung sicherstellte.
Auf die Kolonie Westend folgten bis 1873 die Arbeiterkolonien Nordhof, Baumhof und Schederhof. In diesen vier Kolonien entstanden zusammen über 2300 Wohnungen. Mit der bis 1874 errichteten Arbeiterkolonie Kronenberg kamen weitere knapp 1400 hinzu. Nach 1874 geriet die Firma Krupp aufgrund einer starken Rezession an den Rand des Bankrotts, so dass der kruppsche Wohnungsbau eingestellt wurde. Nach dem Tode von Alfred Krupp 1887 griff sein Sohn Friedrich Alfred Krupp mit dem Leiter des kruppschen Baubüros, Robert Schmohl, den Wohnungsbau wieder auf, der mit den Siedlungen Alfredshof und Altenhof ab 1891 begann und in neuer Form ganz neue Ausmaße annahm.

## Die Meisterhäuser
In den Jahren 1861 und 1862 wurden zwei Reihenhauszeilen an der Hügelstraße, westlich des Essener Stadtkerns und südlich der Fabrik errichtet. Eine Zeile der Meisterhäuser stellte in sechs Einzelhäusern sechs Wohnungen, die andere Zeile in vier Einzelhäusern vier Wohnungen bereit. Dabei wies ein Einzelhaus eine Grundfläche von etwa 8 mal 9 Metern auf. Jede Wohnung war durch einen separaten Eingang von außen betretbar. Die Einzelhäuser besaßen jeweils einen Garten und hatten eine Außentoilette, die mit einem Stallgebäude verbunden war.
Die Außenwände der Meisterhäuser waren massiv gemauert, die inneren Wände aus Steinfachwerk errichtet. Die etwa 100 m² großen Wohnungen erstreckten sich über das Erdgeschoss und den ausgebauten Dachboden, wobei Küche, Wohnraum und Schlafzimmer im Erdgeschoss lagen und eine innenliegende Treppe zu weiteren Räumen unter dem mit Pfannen gedeckten Dach führte. Die Häuser waren mit einem Gewölbe teilunterkellert.

## Heutiger Zustand
1899 wurden die Gebäude abgerissen. Von den ehemaligen Meisterhäusern ist heute nichts Sichtbares mehr vorhanden. Der Straßenzug des dort nicht mehr existierenden Namens Hügelstraße folgte in etwa dem Verlauf der heutigen Hans-Böckler-Straße (B224) im Abschnitt zwischen Frohnhauser- und Schwanenkampstraße. Nach dem Zweiten Weltkrieg entstand etwa auf dem Areal der ehemaligen Meisterhäuser ein Gewerbegebiet, auf dem sich bis 2008 ein Siemensstandort befand. Im Juli 2011 wurde die neu errichtete Firmenzentrale der Gesellschaft für Nuklear-Service bezogen.